# Liste des présidents de la république de Serbie
Cette page dresse la liste des présidents de la république de Serbie depuis la chute du régime communiste.

## Liste

### Serbie yougoslave
| Titulaire | Titulaire | Titulaire                             | Élection            | Mandat                                                        | Parti |
| --------- | --------- | ------------------------------------- | ------------------- | ------------------------------------------------------------- | ----- |
|           |           | Slobodan Milošević Слободан Милошевић | 1990 (sr) 1992 (sr) | 11 janvier 1991 – 23 juillet 1997 (6 ans, 6 mois et 12 jours) | SPS   |
|           |           | Dragan Tomić Драган Томић             | Intérim             | 23 juillet – 29 décembre 1997 (5 mois et 6 jours)             | SPS   |
|           |           | Milan Milutinović Милан Милутиновић   | 1997 (sr)           | 29 décembre 1997 – 29 décembre 2002 (5 ans)                   | SPS   |
|           |           | Nataša Mićić Наташа Мићић             | Intérim             | 29 décembre 2002 – 4 février 2004 (1 an, 1 mois et 6 jours)   | GSS   |
|           |           | Dragan Maršićanin Драган Маршићанин   | Intérim             | 4 février – 4 mars 2004 (1 mois)                              | DSS   |
|           |           | Predrag Marković Предраг Марковић     | Intérim             | 4 mars – 11 juillet 2004 (4 mois et 7 jours)                  | G17+  |
|           |           | Boris Tadić Борис Тадић               | 2004                | 11 juillet 2004 – 5 juin 2006 (1 an, 10 mois et 25 jours)     | DSS   |

### Serbie indépendante
| Titulaire | Titulaire | Titulaire                                       | Élection  | Mandat                                           | Parti |
| --------- | --------- | ----------------------------------------------- | --------- | ------------------------------------------------ | ----- |
|           |           | Boris Tadić Борис Тадић                         | 2008      | 5 juin 2006 – 5 avril 2012 (5 ans et 10 mois)    | DSS   |
|           |           | Slavica Đukić Dejanović Славица Ђукић-Дејановић | Intérim   | 5 avril – 31 mai 2012 (1 mois et 26 jours)       | SPS   |
|           |           | Tomislav Nikolić Томислав Николић               | 2012      | 31 mai 2012 – 31 mai 2017 (5 ans)                | SNS   |
|           |           | Aleksandar Vučić Александар Вучић               | 2017 2022 | Depuis le 31 mai 2017 (7 ans, 9 mois et 2 jours) | SNS   |